# Niewiesz (gmina)
Niewiesz – dawna gmina wiejska istniejąca do 1954 roku oraz w latach 1973–1976 w woj. łódzkim i poznańskim, a następnie ponownie w woj. łódzkim oraz przejściowo w woj. sieradzkim (dzisiejsze woj. łódzkie). Siedzibą władz gminy za II RP były Dominikowice, a następnie Niewiesz.

## 1867–1954
W okresie międzywojennym gmina Niewiesz należała do powiatu tureckiego w woj. łódzkim.
1 września 1933 podzielono ją na 19 gromad: Balin, Bożewisko, Dominikowice, Dzierżązna, Gibaszew, Grocholice, Józefów (Kolonia), Karnice, Krempa, Ksawercin, Leśnik, Lipnica, Łęg Baliński, Niewiesz, Kol. Niewiesz, Paulina, Sempułki, Sendów i Wilczków.
1 października 1937 roku do gminy Niewiesz przyłączono części obszarów zniesionych gmin:
- Biernacice – gromady Biernacice, Bronów, Józefów, Kobylniki, Konopnica, Polesie i Szarów Księży;
- Zelgoszcz – (tereny przyszłej gromady) Bronówek;
- Kościelnica – gromadę Wola Przedmiejska.

Gmina Niewiesz była jedną z zaledwie 3 gmin powiatu tureckiego (obok gmin Kowale Pańskie i Goszczanów), które przetrwały reformę gminną w 1937 roku, w związku z którą zniesiono 16 gmin wiejskich, a w ich miejsce utworzono 7 nowych; jednak zmieniło się jej terytorium. 1 kwietnia 1938 roku gminę wraz z całym powiatem tureckim przeniesiono do woj. poznańskiego.
Po wojnie gmina zachowała przynależność administracyjną. Według stanu z dnia 1 lipca 1952 roku gmina składała się z 28 gromad: Balin, Biernacice, Borzewisko, Bronów, Bronówek, Dominikowice, Dzierzązna, Gibaszew, Grocholice, Józefów, Józefów kol., Karnice, Kobylniki, Konopnica, Krempa, Ksawercin, Leśnik, Lipnica, Łęg Baliński, Niewiesz, Niewiesz kol., Paulina, Polesie, Sempułki, Sendów, Szarów Księży, Wilczków i Wola Przedmiejska. Jednostka została zniesiona 29 września 1954 roku wraz z reformą wprowadzającą gromady w miejsce gmin.

## 1973–1976
Gminę Niewiesz reaktywowano 1 stycznia 1973 roku w powiecie poddębickim w woj. łódzkim. Obszar gminy objął w przybliżeniu ten sam teren co w 1954 roku, lecz bez Łęgu Balińskiego i Woli Przedmiejskiej (weszły w skład gminy Uniejów) i bez Sędowa (wszedł w skład gminy Wartkowice). Obszar gminy zwiększono natomiast o sołectwa Światonia, Wólki i Zelgoszcz (1937–1954 w gminie Świnice) i o sołectwa Lubiszewice i Niemysłów (1937–1954 w gminie Pęczniew).
1 czerwca 1975 roku jednostka weszła w skład nowo utworzonego woj. sieradzkiego. 1 stycznia 1977 roku gmina została zniesiona, a jej obszar włączony do gmin:
- Poddębice – Balin, Borzewisko, Dominikowice, Dzierzązna, Gibaszew, Grocholice, Józefów, Józefów-Kolonia, Karnice, Kobylniki, Krępa, Ksawercin, Leśnik (z Pauliną), Lipnica, Lubiszewice, Niemysłów, Niewiesz, Niewiesz-Kolonia, Sempółki, Szarów i Wilczków;
- Wartkowice – Biernacice, Bronów, Bronówek, Konopnica, Polesie, Światonia, Wólki i Zelgoszcz.